# Bagnowski Dwór
Bagnowski Dwór (dawniej niem. Bagnower Wald, 1938–1945 Gut Althöfen) – opuszczony przysiółek wsi Nowe Bagienice w Polsce położony w województwie warmińsko-mazurskim, w powiecie mrągowskim, w gminie Mrągowo.
W latach 1975–1998 miejscowość administracyjnie należała do województwa olsztyńskiego.
W miejscowości brak zabudowy.

## Historia
Osada powstała na nowiznach pod koniec XVIII wieku. Około 1900 roku był to folwark należący do rodziny szlacheckiej von Mirbach, właścicieli dóbr sorkwickich. W 1938 roku, w ramach akcji germanizacyjnej, władze niemieckie zmieniły urzędową nazwę Bagnower Wald na Gut Althöfen.
W 1973 roku jako osada Bagnowski Dwór należał do sołectwa Nowe Bagienice.